# Saint Etienne (musikgrupp)
Saint Etienne är en brittisk poptrio som spelar indiepop. Bandet består av frontfiguren och sångerskan Sarah Cracknell (född 12 april 1967) och de båda före detta musikjournalisterna Bob Stanley (född 25 december 1964) och Pete Wiggs (född 15 maj 1966). Bandet har tagit namnet efter det franska fotbollslaget AS Saint-Étienne som placerade sig på en andraplats i Europacupen i fotboll 1976.

## Historik
Saint Etienne var ett av banden inom indiekulturen i början av 1990-talet. De kombinerade 60-talsswing med modern danspop och smarta texter. The Times skrev att Saint Etienne "skickligt fångade groovet av Swinging London med ett post-acid house backbeat".
Under nittiotalet spelade bandet in två låtar under namnet Cola Boy ("7 ways to love" och "He is Cola") med olika sångerskor.

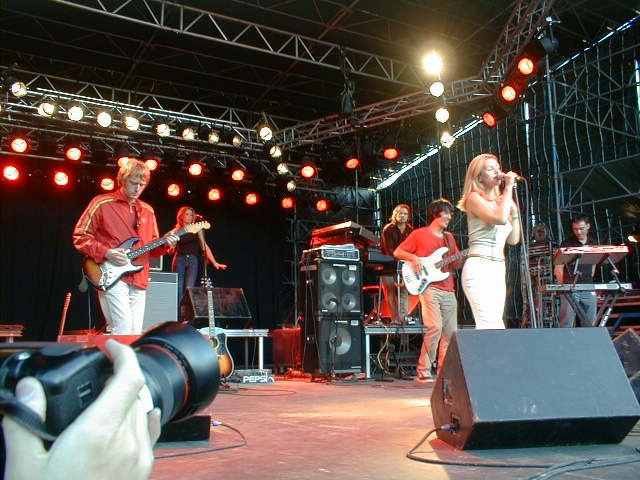
Konsert 1998, på Fanclub festival utanför Stockholm.

Deras första skivor bestod till största del av ganska typisk housemusik med trumslingor skapade på en TR-909 och piano-riff typiska för den italienska house-musiken, som kallas Italo. Efter de första skivorna hittade de sitt eget sound som hörs på album som Foxbase Alpha och So Tough, med inbäddade dialoger hämtade från klassiska brittiska 1960-talsfilmer. I början av 1990-talet fick de också genomgående god kritik i musikmagasin som NME och Melody Maker och skapade därigenom ett rykte om sig som leverantörer av "ren pop" precis innan britpoperan inleddes.
Bandet tog ett steg mot electronica i och med släppet av Sound of Water.
Deras mest välkända låtar är en cover på Neil Youngs klassiska låt "Only Love Can Break Your Heart", där Moira Lambert sjunger, "Nothing Can Stop Us" (som var Sarah Cracknells första insats som sångerska i bandet), "You're In a Bad Way" och "He's On the Phone".
Saint Etiennes sjunde album heter Finisterre och släpptes 2002. En uppföljande DVD med fotografen och filmskaparen Paul Kelly släpptes 2005.
2005 släppte de albumet Tales From Turnpike House med singeln "A Good Thing" som senare användes i Pedro Almodóvars prisbelönta film Att återvända och i ett avsnitt av TV-serien Grey's Anatomy betitlat "Tell me sweet little lies".
2012 kom albumet Words and Music där bland annat Tina Charles medverkar.
2017 släppte de albumet Home Counties.

### Samarbeten
1993 samarbetade bandet med Kylie Minogue och resultatet blev två låtar: en cover av "Nothing Can Stop Us" och "When Are You Coming Home".
Samma år gavs EP:n The Xmas 93 ut i samarbete med Tim Burgess från bandet The Charlatans. Han sjunger på inledningsspåret "I Was Born on Christmas Day".
År 1995 spelade man in Reserection EP tillsammans med den franska popstjärnan Étienne Daho som de senare också samarbetade med på hans album Eden.
2000 blev "Tell Me Why (The Riddle)" resultatet av ett samarbete mellan DJ Paul van Dyk och Cracknells röst.
Albumet Tales from Turnpike House från 2005 har med David Essex som gästartist.

### Film
Albumet The Misadventures of Saint Etienne är filmmusiken till indiefilmen The Misadventures of Margret med Parker Posey i huvudrollen. Efter att inspelningen av musiken var färdig, protesterade filmens producenter och valde att delvis ersätta musiken med mer konventionell musik. Saint Etiennes musik går dock att höra i bakgrunden och bandet fick mycket bra kritik för musiken.
Bandet spelade också in en duett med Cracknell och Posey vid namn "Secret Love" men på grund av juridiska problem släpptes aldrig låten.

## Diskografi
Studioalbum
- 1991 – Foxbase Alpha
- 1993 – So Tough
- 1994 – Tiger Bay
- 1998 – Good Humor
- 2000 – Sound of Water
- 2002 – Finisterre
- 2005 – Tales from Turnpike House
- 2012 – Words and Music by Saint Etienne
- 2017 – Home Counties

Samlingsalbum
- 1994 – You Need a Mess of Help to Stand Alone
- 1996 – Casino Classics
- 2001 – Smash the System

Andra album
- 1995 – I Love to Paint (Endast för fans)
- 1995 – Fairytales from Saint Etienne (Endast släppt i Japan)
- 1999 – The Misadventures of Saint Etienne (Endast släppt i Japan)
- 1999 – Built on Sand (Endast för fans)

EPs
- 1995 – Reserection
- 1997 – Valentines Day '97
- 1999 – Places to Visit